# Tiefenort
Tiefenort là một đô thị trong huyện Wartburg ở bang Thüringen, Đức. Đô thị này có diện tích 34,71 km². Đô thị này nằm bên sông Werra, 5 km về phía tây của Bad Salzungen, và 8 km về phía đông của Vacha, Đức.